# Amore & Vita-Prodir
L'equip Amore & Vita-Prodir és un equip ciclista professional albanès, encara que al llarg de la seva història ha competit amb llicència italiana, britànica, polonesa, estatunidenca, ucraïnesa, albanesa i letona. Actualment té categoria continental.
Va ser creat el 1990 per part de Ivano Fanini amb la intenció de donar un missatge de solidaritat que reuneix a totes les persones de totes les cultures i creences, difonent els valors a través del ciclisme.

## Principals resultats
- Giro dels Apenins: Giuseppe Calcaterra (1993), Danilo Celano (2017)
- Giro de la Pulla: Giuseppe Calcaterra (1993), Glenn Magnusson (1998)
- Setmana Internacional de Coppi i Bartali: Rodolfo Massi (1994)
- Trofeu Alcide De Gasperi: Flavio Milan (1994)
- Volta a Suècia: Gianpaolo Mondini (1997)
- Gran Premi Nobili Rubinetterie: Dario Andriotto (1997)
- Tour de Normandia: Glenn Magnusson (1997)
- Tour de l'Ain: Cristian Gasperoni (1998)
- Giro del Cap: Timothy David Jones (1998)
- Tour del llac Léman: Glenn Magnusson (1998), Jonas Ljungblad (2005)
- Gran Premi de la indústria i el comerç artesanal de Carnago: Mirko Puglioli (1999)
- Volta a Bulgària: Seweryn Kohut (2000)
- Volta a Eslovènia: Faat Zakirov (2001)
- Poreč Trophy 3: Andrus Aug (2001)
- Giro del Medio Brenta: Przemysław Niemiec (2003)
- Giro dels Abruços: Aliaksandr Kutxinski (2004)
- Châteauroux Classic de l'Indre: Aliaksandr Kutxinski (2004)
- Herald Sun Tour: Jonas Ljungblad (2004)
- Uniqa Classic: Kjell Carlström (2004)
- Boucles de la Mayenne: Aliaksandr Kutxinski (2005)
- Tour de Vendée: Jonas Ljungblad (2005)
- Melbourne to Warrnambool Classic: Jonas Ljungblad (2005)
- Copa de la Pau: Alexandre Filippov (2006)
- Giro d'Oro: Dainius Kairelis (2007)
- Bucks County Classic: Volodomyr Starchyk (2009)
- Challenge del Príncep-Trofeu de l'Aniversari: Volodímir Bileka (2011)
- Challenge del Príncep-Trofeu de la Casa Reial: Vladislav Boríssov (2011)
- Fenkel Northern Redsea: Pierpaolo Ficara (2017)
- Memorial Marco Pantani: Marco Zamparella (2017)

### A les grans voltes
- Giro d'Itàlia
  - 9 participacions (1990, 1991, 1992, 1993, 1994, 1995, 1996, 1997, 1998)
  - 5 victòries d'etapa:
    - 1 al 1990: Fabrizio Convalle
    - 2 al 1996: Glenn Magnusson, Nicolaj Bo Larsen
    - 1 al 1997: Glenn Magnusson
    - 1 al 1998: Glenn Magnusson

  - 0 classificació finals:
  - 0 classificacions secundàries:

- Tour de França
  - 0 participacions

- Volta a Espanya
  - 1 participacions (1994)
  - 2 victòries d'etapa:
    - 2 al 1994: Alessio Di Basco, Giuseppe Calcaterra

  - 0 classificació finals:
  - 0 classificacions secundàries:

## Composició de l'equip
| \| Llista de l'equip 2016 \| Llista de l'equip 2016 \| Llista de l'equip 2016 \| Llista de l'equip 2016 \| \| Ciclista \| Data de naixement \| Equip previ \| \| \| ---------------------------------------------- \| ---------------------- \| ----------------------------- \| ---------------------- \| \| Eugenio Bani \| 13 de gener de 1991 \| \| \| \| Danilo Celano \| 7 de desembre de 1989 \| \| \| \| Pierpaolo Ficara \| 16 de febrer de 1991 \| \| \| \| Volodymyr Fredyuk \| 14 de agost de 1992 \| \| \| \| David Galarreta (4 de jul–31 de des) \| 2 de juliol de 1993 \| \| \| \| Mattia Gavazzi (20 de maig–30 de juny) \| 14 de juny de 1983 \| Christina Watches-Kuma (2014) \| \| \| Redi Halilaj \| 31 de agost de 1989 \| \| \| \| Yukinori Hishinuma \| 5 de març de 1992 \| \| \| \| Volodymyr Kogut \| 28 de juliol de 1984 \| \| \| \| Paolo Lunardon \| 17 de gener de 1992 \| Marchiol Emisfero (2014) \| \| \| Yevhenii Manko \| 18 de març de 2025 \| \| \| \| Uri Martins \| 7 de agost de 1990 \| \| \| \| Sergii Movchan \| 18 de març de 2025 \| \| \| \| Dmytro Ponomarenko \| 10 de febrer de 1991 \| \| \| \| Bogdan Ryaposov \| 18 de març de 2025 \| \| \| \| Oleksii Tarkovskyi \| 18 de març de 2025 \| \| \| \| Marco Zamparella \| 1 de octubre de 1987 \| \| \| \| Nicola Campigli (1 de ago–31 de des, aprenent) \| 18 de març de 2025 \| \| \| \| Óscar Pelegrí (1 de ago–31 de des, aprenent) \| 30 de maig de 1994 \| \| \| \| \| \| \| \| \| Fonts: ProCyclingStats Cycling Archives \| \| \| \| |                       |                               |  |
| Llista de l'equip 2016 |                       |                               |  |
| Ciclista | Data de naixement     | Equip previ                   |  |
| Eugenio Bani | 13 de gener de 1991   |                               |  |
| Danilo Celano | 7 de desembre de 1989 |                               |  |
| Pierpaolo Ficara | 16 de febrer de 1991  |                               |  |
| Volodymyr Fredyuk | 14 de agost de 1992   |                               |  |
| David Galarreta (4 de jul–31 de des) | 2 de juliol de 1993   |                               |  |
| Mattia Gavazzi (20 de maig–30 de juny) | 14 de juny de 1983    | Christina Watches-Kuma (2014) |  |
| Redi Halilaj | 31 de agost de 1989   |                               |  |
| Yukinori Hishinuma | 5 de març de 1992     |                               |  |
| Volodymyr Kogut | 28 de juliol de 1984  |                               |  |
| Paolo Lunardon | 17 de gener de 1992   | Marchiol Emisfero (2014)      |  |
| Yevhenii Manko | 18 de març de 2025    |                               |  |
| Uri Martins | 7 de agost de 1990    |                               |  |
| Sergii Movchan | 18 de març de 2025    |                               |  |
| Dmytro Ponomarenko | 10 de febrer de 1991  |                               |  |
| Bogdan Ryaposov | 18 de març de 2025    |                               |  |
| Oleksii Tarkovskyi | 18 de març de 2025    |                               |  |
| Marco Zamparella | 1 de octubre de 1987  |                               |  |
| Nicola Campigli (1 de ago–31 de des, aprenent) | 18 de març de 2025    |                               |  |
| Óscar Pelegrí (1 de ago–31 de des, aprenent) | 30 de maig de 1994    |                               |  |
| |                       |                               |  |
| Fonts: ProCyclingStats Cycling Archives |                       |                               |  |

| \| Llista de l'equip 2017 \| Llista de l'equip 2017 \| Llista de l'equip 2017 \| Llista de l'equip 2017 \| \| Ciclista \| Data de naixement \| Equip previ \| \| \| -------------------------------------------------------- \| ---------------------- \| -------------------------------------- \| ---------------------- \| \| Besmir Banushi \| 24 de juliol de 1988 \| \| \| \| Marco Bernardinetti \| 11 de juliol de 1991 \| \| \| \| Danilo Celano (1 de gen–31 de jul) \| 7 de desembre de 1989 \| \| \| \| Mikel Elorza \| 7 de gener de 1991 \| Ampo-Goierriko TB (2016) \| \| \| Pierpaolo Ficara \| 16 de febrer de 1991 \| \| \| \| David Galarreta \| 2 de juliol de 1993 \| \| \| \| Klinti Grembi \| 26 de novembre de 1994 \| \| \| \| Redi Halilaj \| 31 de agost de 1989 \| \| \| \| Uri Martins \| 7 de agost de 1990 \| \| \| \| Donald Mukaj \| 22 de setembre de 1989 \| \| \| \| Autin Sufa \| 20 de juliol de 1988 \| \| \| \| Olsian Velia \| 20 de gener de 1994 \| \| \| \| Yovcho Yovchev \| 27 de març de 1991 \| Friuli (2011) \| \| \| Marco Zamparella \| 1 de octubre de 1987 \| \| \| \| Marlen Zmorka \| 1 de juliol de 1993 \| Skydive Dubai-Al Ahli (2017) \| \| \| Luca Covili (1 de ago–31 de des, aprenent) \| 10 de febrer de 1997 \| Palazzago-Pala Fenice Franchini (2017) \| \| \| Francesco Mancini (1 de ago–31 de des, aprenent) \| 5 de octubre de 1995 \| \| \| \| Josep Miralles Rigo \| 13 de desembre de 1994 \| Tusnad (2016) \| \| \| \| \| \| \| \| Fonts: ProCyclingStats Cycling Quotient Cycling Archives \| \| \| \| |                        |                                        |  |
| Llista de l'equip 2017 |                        |                                        |  |
| Ciclista | Data de naixement      | Equip previ                            |  |
| Besmir Banushi | 24 de juliol de 1988   |                                        |  |
| Marco Bernardinetti | 11 de juliol de 1991   |                                        |  |
| Danilo Celano (1 de gen–31 de jul) | 7 de desembre de 1989  |                                        |  |
| Mikel Elorza | 7 de gener de 1991     | Ampo-Goierriko TB (2016)               |  |
| Pierpaolo Ficara | 16 de febrer de 1991   |                                        |  |
| David Galarreta | 2 de juliol de 1993    |                                        |  |
| Klinti Grembi | 26 de novembre de 1994 |                                        |  |
| Redi Halilaj | 31 de agost de 1989    |                                        |  |
| Uri Martins | 7 de agost de 1990     |                                        |  |
| Donald Mukaj | 22 de setembre de 1989 |                                        |  |
| Autin Sufa | 20 de juliol de 1988   |                                        |  |
| Olsian Velia | 20 de gener de 1994    |                                        |  |
| Yovcho Yovchev | 27 de març de 1991     | Friuli (2011)                          |  |
| Marco Zamparella | 1 de octubre de 1987   |                                        |  |
| Marlen Zmorka | 1 de juliol de 1993    | Skydive Dubai-Al Ahli (2017)           |  |
| Luca Covili (1 de ago–31 de des, aprenent) | 10 de febrer de 1997   | Palazzago-Pala Fenice Franchini (2017) |  |
| Francesco Mancini (1 de ago–31 de des, aprenent) | 5 de octubre de 1995   |                                        |  |
| Josep Miralles Rigo | 13 de desembre de 1994 | Tusnad (2016)                          |  |
| |                        |                                        |  |
| Fonts: ProCyclingStats Cycling Quotient Cycling Archives |                        |                                        |  |

## Classificacions UCI
Fins al 1998 els equips ciclistes es trobaven classificats dins l'UCI en una única categoria. El 1999 la classificació UCI per equips es dividí entre GSI, GSII i GSIII. D'acord amb aquesta classificació els Grups Esportius I són la primera categoria dels equips ciclistes professionals. La següent classificació estableix la posició de l'equip en finalitzar la temporada.
| Temporada | Classificació per equips | Millor ciclista en la classificació individual |
| --------- | ------------------------ | ---------------------------------------------- |
| 1995      | 29è                      | Alessio Di Basco (154è)                        |
| 1996      | 24è                      | Riccardo Forconi (112è)                        |
| 1997      | 27è                      | Glenn Magnusson (73è)                          |
| 1998      | 27è                      | Cristian Gasperoni (131è)                      |
| 1999      | 27è (GSII)               | Timoty Jones (377è)                            |
| 2001      | 33è (GSII)               | Faat Zakirov (364è)                            |
| 2002      | 21è (GSII)               | Seweryn Kohut (401è)                           |
| 2003      | 15è (GSIII)              | Kjell Carlström (518è)                         |
| 2004      | 3r (GSIII)               | Kjell Carlström (317è)                         |

A partir del 2005, l'equip participa als Circuits continentals de ciclisme. La taula presenta les classificacions de l'equip al circuit, així com el millor ciclista individual.
UCI Àfrica Tour
| Temporada | Classificació per equips | Millor ciclista en la classificació individual |
| --------- | ------------------------ | ---------------------------------------------- |
| 2007      | 6è                       | Alexey Bauer (36è)                             |
| 2008      | 11è                      | Slawomir Kohut (50è)                           |
| 2011      | 6è                       | Volodímir Bileka (34è)                         |
| 2016      | 18è                      | Eugenio Bani (124è)                            |
| 2017      | 14è                      | Pierpaolo Ficara (57è)                         |

UCI Amèrica Tour
| Temporada | Classificació per equips | Millor ciclista en la classificació individual |
| --------- | ------------------------ | ---------------------------------------------- |
| 2005      | 23è                      | Domenico Passuello (238è)                      |
| 2008      | 16è                      | Iuri Metluixenko (23è)                         |
| 2009      | 10è                      | Volodymyr Starchyk (47è)                       |
| 2010      | 18è                      | Bernardo Colex (143è)                          |
| 2011      | 18è                      | Bernardo Colex (39è)                           |
| 2014      | 34è                      | Uri Martins (242è)                             |
| 2015      | 29è                      | Uri Martins (133è)                             |
| 2016      | 28è                      | Redi Halilaj (205è)                            |
| 2017      | 40è                      | Pierpaolo Ficara (170è)                        |
| 2018      | 37è                      | Davide Gabburo (334è)                          |

UCI Àsia Tour
| Temporada | Classificació per equips | Millor ciclista en la classificació individual |
| --------- | ------------------------ | ---------------------------------------------- |
| 2008      | 46è                      | Shaun Davel (176è)                             |
| 2009      | 26è                      | Iuri Metluixenko (57è)                         |
| 2010      | 17è                      | Iuri Metluixenko (24è)                         |
| 2011      | 19è                      | Iuri Metluixenko (26è)                         |
| 2012      | 40è                      | Maksym Averin (112è)                           |
| 2013      | 45è                      | Hossein Alizadeh (82è)                         |
| 2014      | 24è                      | Mattia Gavazzi (26è)                           |
| 2015      | 10è                      | Mattia Gavazzi (5è)                            |
| 2016      | 49è                      | Paolo Lunardon (117è)                          |
| 2017      | 61è                      | Marlen Zmorka (120è)                           |
| 2018      | 28è                      | Pierpaolo Ficara (122è)                        |

UCI Europa Tour
| Temporada | Classificació per equips | Millor ciclista en la classificació individual |
| --------- | ------------------------ | ---------------------------------------------- |
| 2005      | 27è                      | Jonas Ljungblad (34è)                          |
| 2006      | 44è                      | Dainius Kairelis (178è)                        |
| 2007      | 76è                      | Dainius Kairelis (150è)                        |
| 2008      | 79è                      | Vladislav Boríssov (496è)                      |
| 2009      | 53è                      | Volodymyr Starchyk (51è)                       |
| 2010      | 68è                      | Vladislav Boríssov (201è)                      |
| 2011      | 92è                      | Niv Libner (372è)                              |
| 2012      | 109è                     | Jarosław Dabrowski (730è)                      |
| 2013      | 106è                     | Mihkel Räim (522è)                             |
| 2014      | 106è                     | Mattia Gavazzi (569è)                          |
| 2015      | 94è                      | Mattia Gavazzi (329è)                          |
| 2016      | 61è                      | Marco Zamparella (429è)                        |
| 2017      | 59è                      | Marco Zamparella (332è)                        |
| 2018      | 68è                      | Iltjan Nika (637è)                             |

UCI Oceania Tour
| Temporada | Classificació per equips | Millor ciclista en la classificació individual |
| --------- | ------------------------ | ---------------------------------------------- |
| 2006      | 16è                      | Dainius Kairelis (35è)                         |